# Atropha fragilis
Atropha fragilis là một loài tò vò trong họ Ichneumonidae.